# Zouheir Naim
Zouheir Naim (ur. 8 listopada 1985) – marokański piłkarz grający na pozycji napastnika. Reprezentant kraju.

## Kariera

### Kariera klubowa
Pierwszym klubem Zouheira Naima była Raja Beni Mellal.  Zadebiutował tam 15 września 2012 roku w meczu przeciwko Wydadowi Fez, w którym zdobył bramkę. Spotkanie zakończyło się remisem 1:1. Jedyną asystę w tym klubie zdobył 3 kwietnia 2013 roku w meczu przeciwko MAS Fez, w tym samym meczu strzelił także gola. Łącznie w tym klubie rozegrał 13 meczów i strzelił 5 goli. 1 lipca 2013 roku przeniósł się do Moghrebu Tétouan. Debiut zaliczył tam 31 sierpnia 2013 roku w meczu przeciwko Chabab Rif Al Hoceima, który został wygrany 1:0. Pierwsza asysta została zaliczona w kolejnym meczu, 22 września 2013 roku w meczu przeciwko FARowi Rabat, który został wygrany przez jego drużynę 1:3. Pierwszego gola strzelił 28 września 2013 roku w meczu przeciwko Wydadowi Fez, to był jedyny gol w tym spotkaniu. W swoim debiutanckim sezonie (2013/2014) Zouheir Naim zdobył mistrzostwo kraju. Łącznie w tym klubie Zouheir Naim rozegrał 112 spotkań, strzelił 18 goli i zanotował 7 asyst. 10 stycznia 2020 roku podpisał kontrakt z Renaissance Zemamra. Nieznane są jego występy w tym klubie. Od 22 lipca 2020 roku pozostaje bez klubu.

### Kariera reprezentacyjna
Zouheir Naim rozegrał 1 mecz w reprezentacji (nie pod egidą FIFA).